# قسم استرآباد الشمالي الريفي (مقاطعة غرغان)
قسم استرآباد الشمالي الريفي (بالفارسية: دهستان استرآباد شمالی) هي منطقة ريفية تقع في Baharan District في إيران. يقدر عدد سكانها بـ 17,553 نسمة .